# عين علق
عين علق بلدة لبنانية تقع في قضاء المتن الشمالي، في محافظة جبل لبنان.

## أصل الاسم
يقول خبراء لغويون إن أصل الكلمة هي عين العلاء، لارتفاع موقعها عن غيرها من القرى المجاورة. لكن المعاجم القديمة، ولا سيما السريانية ترجع «عين علق» إلى أصل سومري ومن ثم آرامي، حيث عين هي العين الساهرة، وعلق تعني التشابك بالأيدي والأسلحة مع الغزاة والمهاجمين.

وتذكر «موسوعة قرى ومدن لبنان» أن
«اسمها ليس منسوبا بالضرورة إلى دويبة العلق التي تعيش في مياه الينابيع، فالعلق أيضًا هو الطين الذي يعلق باليد، وتدعوه العامّة الدلغان، وهذا ما تتّصف به محلّة العين. ويحمل بعض مناطقها أسماء ساميّة قديمة، منها» الشاوية«أي الأرض المنبسطة؛ و» العقبة«أي لحف الجبل؛ و» القرقوفة«أي قمّة الجبل... وفي أعاليها بقايا قلعة قديمة منسوبة بحسب التقليد إلى برجيس الصليبي. ومن آثارها نواويس خزفيّة تعود إلى العصور الساميّة القديمة».

## جغرافيتها
تقع عين علق في قضاء المتن، وترتفع عن سطح البحر بين 704 و730 مترًا، وتبعد عن العاصمة بيروت 22 كلم وعن مركز المحافظة (بعبدا) 26 كلم وعن مركز القضاء (الجديدة) 15 كلم. يحدها من الشرق بحرصاف وساقية المسك، ومن الغرب قرنة شهوان وعين عار والقنيطرة، ومن الشمال بيت شباب والشامية ومن الجنوب العطشانة وبحنّس. وكانت البلدة تتبع سابقًا، منطقة كسروان.

### الزراعة
أبرز الأشجار المزروعة فيها الصنوبر والسنديان والوزّال والتين والزيتون والتوت، والتفاح والدراق والاجاص والمشمش والخوخ، وتنتشر فيها زراعة العنب

## العائلات
تضم البلدة عائلات: أبي عنق - بجّاني - جبّور - حايك - رزق الله - غندور - مقصود - مكرزل…
وتنتمي عائلاتها في معظمها إلى الطائفة المارونية، كما هناك عائلات ينتمون إلى طوائف: روم كاثوليك، وأرمن كاثوليك، وأرمن ارثوذكس، وروم ارثوذكس، وسريان ارثوذكس.
ومن عين علق:
- الأباتي يشوع مكرزل (م): رئيس عام للرهبانية الأنطونيّة
- نهاد نعمان رزق الله: أوّل سيّدة لبنانيّة تشغل منصبا قضائيّا
- أنطوان غندور: صحافي وكاتب مسرحي وتلفزيوني غزير الإنتاج، ولد 1943، مجاز في علم النفس، حرّر في عدّة صحف لبنانيّة، ونال جائزة «القصة القصيرة» في مسابقة مجلّة الهلال المصرية 1961، انطلق في التأليف فكان له العديد من المسرحيّات التي مثّلت على المسرح وفي التلفزيون، كتب«السيناريو» لعدة أفلام، حاز جوائز عالميّة، عضو اللجنة الرسميّة لإعداد دفتر الشروط النموذجيّ للبرامج الإذاعيّة 1995.[8]

## المعالم
من أبرز معالم بلدة عين علق:
- أديرة وكنائس: كنيسة سيدة المرجة (بنيت في القرن السابع عشر)، وسيدة النجاة (بنيت في أواخر القرن التاسع عشر)، ودير سيدة الخلاص، ودير راهبات الناصرة
- التلة العالية (فيها بنى المردة قلعة العام 676م)
- تلّة القناصل (يعود اسمها إلى عهد المتصرفية، عندما كان قناصل فرنسا ينصبون خيامهم صيفًا في غابة الصنوبر قرب منزل «شيخ الصلح» في عين علق)[7]
- عيون وبرك وآبار
- خان البغال أو سيّار البغال (درب كان يسلكها أهالي عين علق إلى بحرصاف وساقية المسك معتمدين البغال وسيلة نقل)
- كرخانة الحرير
- المسبك (أصل اللفظة سرياني وتعني وثب أو علق أو استولى، وربما يكون معنى هذه المحلة مرتبطًا باسم عين علق، وهي قريبة من محلة العالية، إلاّ انها «مسبوكة» بشكل سريع الانحدار)
- ضهر الشير (الشير أصلها سرياني وتعني السور أو الجدار العالي أو الصخرة الشاهقة، وهذا المعنى يدل عليه المكان الذي تكثر فيه الصخور العالية، والصخرة تنحدر هناك بشكل عمودي وتصل إلى محلة الزلزلة على حدود بيت شباب)
- الفتاح (ناحية سميت كذلك لأنها كانت مدخلاً للقلعة المحصنة فوق التلة العالية)
- أرض علي (وتعرف بـ«دار علي» نسبة إلى أحد الأمراء التنوخيين الذي أقام داره في هذه البقعة المطلّة على البحر والساحل)

### مناسبات خاصة
- عيد انتقال السيّدة العذراء 15 آب؛ وعيد سيّدة النجاة 8 أيلول.[8]